# Rosario de Lerma

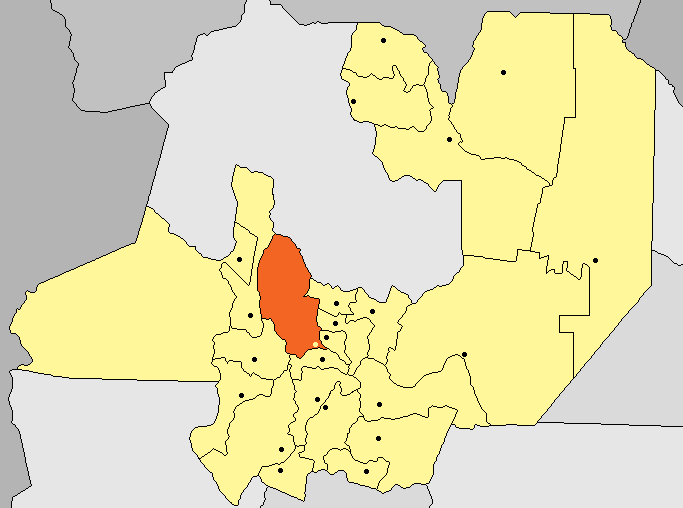
Poloha departamentu Rosario de Lerma v provincii Salta

Rosario de Lerma je hlavním městem stejnojmenného departamentu Rosario de Lerma, které se nalézá v provincii Salta v severozápadní Argentině.

## Poloha, popis
Město je vzdáleno 35 km jihozápadně od Salty, hlavního města provincie, 13 km jihozápadně  od města Cerrillos a 11 km jihovýchodně od města Campo Quijano.
Město leží v nadmořské výšce zhruba 1305–1355 m. Rozloha města je 402 km2. Zhruba 2 km západně od města protéká řeka Rio Rosario. Městem prochází železniční trať Ramal C-14.

## Obyvatelstvo
V roce 1991 mělo město 13 156 obyvatelů, v roce 2001 mělo již 17 871 obyvatelů, což představovalo nárůst o 35,9 % od předchozího sčítání.  Avšak v roce 2010 zde už žilo 24 922 obyvatelů.